# Chilei villásszarvas
A chilei villásszarvas (Hippocamelus bisulcus) az emlősök (Mammalia) osztályának párosujjú patások (Artiodactyla) rendjébe, ezen belül a szarvasfélék (Cervidae) családjába és az őzformák (Capreolinae) alcsaládjába tartozó faj.
Az andoki kondorral együtt Chile címerállata.
A Hippocamelus szarvasnem típusfaja.

## Előfordulása

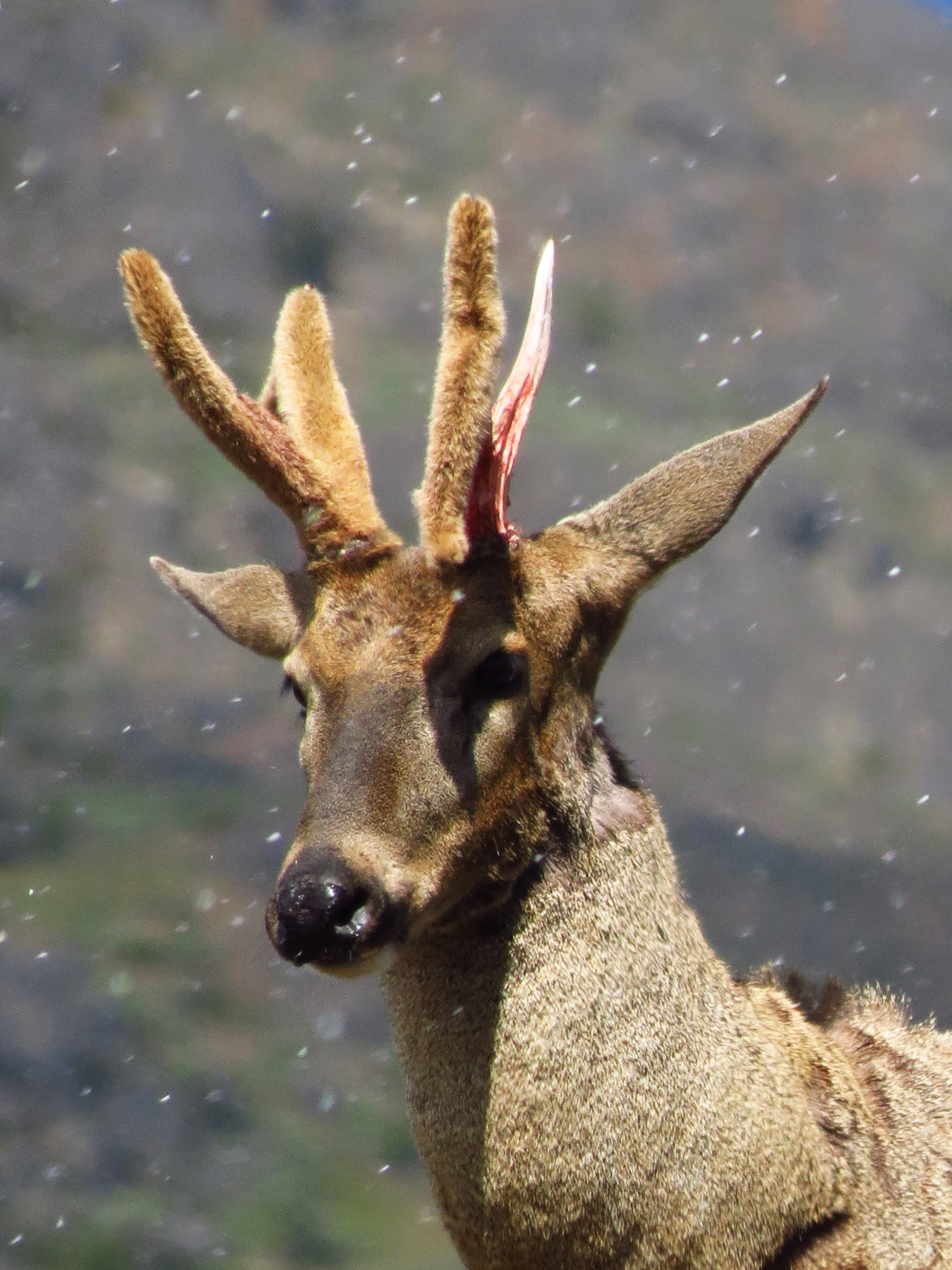
Portré

A chilei villásszarvas Chile és Argentína hegységeinek az őslakos szarvasféléje. Az állat az Andok magasabb hegyeit és hűvös völgyeit választotta élőhelyül. A tudósok próbálják tanulmányozni ezt a ritka állatot, de a chilei vilásszarvasoknak a kis létszáma igen aggasztja őket.
Az állat számos elérhetetlen vagy alig elérhető élőhelyen él. A havasalji cserjésektől a meredek sziklafalakig. A magashegyi erdőket és erdőszéleket kedveli. A fjordokban tett megfigyelésekből, megtudták, hogy a felnőtt bikák és a fiatal állatok a havasalji legelőkön, míg a suták és borjaik kizárólag a sziklafalakon élnek. Az állat fő tápláléka az óriáslapu-virágúak (Gunnerales) rendjébe tartozó növények.
Habár korábban Dél-Amerika délnyugati részén széles körben el volt terjedve, manapság veszélyeztetett állat. 2005-ben, Argentínában már csak 350-600 chilei villásszarvas élt, ezek is kis csordákban. Az argentin nemzeti hivatalokat megkritizálták amiért a chilei villásszarvasok állapotát elfogadhatónak nyilvánították; annak ellenére, hogy a tudósok bebizonyították, hogy ezeknek a száma erősen vissza csökkent. A kutatók további élőhely tanulmányozásokat és védelmi központokat szeretnének végrehajtani, illetve létesíteni.
A chilei villásszarvast a gazdasági tevékenységek és az inváziós fajok is veszélyeztetik. Az argentínai Nahuel Huapi Nemzeti Parkban tett megfigyelés során, rájöttek, hogy az állat legalább 32 különféle növénnyel táplálkozik, köztük a Nothofagus pumilióval is, amelyet a betelepített gímszarvas is igen kedvel. Így a gímszarvas eleszi a chilei villásszarvastól a táplálékot. Az argentínai állományok azért is veszélyeztetettek, mivel a szaporulatuk igen kicsi, és az elhalálozás pedig igen nagy. Argentínában a chilei villásszarvasnak a legfőbb ellensége a puma.

## Megjelenése
Az állat jól alkalmazkodott a sziklás élőhelyéhez, ezt tömzsi, rövid lábai is mutatják. Bundája barna vagy szürkésbarna, a test alsó része és torka fehér. A hidegtől és nedvességtől hosszú és göndör szőre védi meg. A legnagyobb suták testtömege 70-80 kilogramm és marmagassága 80 centiméter. A legnagyobb bikák testtömege 90 kilogramm és marmagassága 90 centiméter. Nem mindegyik állat éri el ezeket a méreteket. Az újszülött borjak nemüktől függetlenül egyforma méretűek és testtömegűek, és nincs rajtuk petty.
A nemi kétalakúság a felnőttek között szembetűnő. Csak a bikáknak van agancsa, amelyet minden évben a tél végén elhullatnak. A bikák homlokán fekete „álarc” van, ez elnyújtott szív alakú és körbefog egy barna részt. Eltérően más szarvasféléktől a chilei vilásszarvasok vegyes csordákban is megtalálhatók, vagyis mindkét nem együtt élhet, sőt minél nagyobb a csorda, annál többet tart az együtt lét. A völgyekben nagyobb csordák élnek, mint a sziklákon, ami arra hagy következtetni, hogy a nyílt terepen valószínűbb, hogy egy ragadozó megtámadja őket (több szem, többet lát).